# Слободан Рубежич
Слободан Рубежич (серб. Slobodan Rubežić / Слободан Рубежић, нар. 21 березня 2000, Белград) — сербський і чорногорський футболіст, захисник шотландського «Абердина» і національної збірної Чорногорії.

## Клубна кар'єра
Народився 21 березня 2000 року в Белграді. Вихованець юнацьких команд футбольних клубів «Воєводина» та «Чукарички».
У дорослому футболі дебютував 2019 року виступами на правах оренди за «Нові-Пазар», в якій провів один сезон, взявши участь у 27 матчах чемпіонату. 
Повернувшись з оренди до «Чукаричок», до основного складу команди не пробився і за рік, влітку 2021, перейшов до болгарської «Арди» (Кирджалі). Згодом у 2022–2023 роках знову грав за «Нові-Пазар».
У липні 2023 року уклав трирічну угоду із шотландським «Абердином».

## Виступи за збірну
Маючи чорногорське походження з материного боку, 2023 року дебютував в офіційних матчах у складі національної збірної Чорногорії.
| Дата       | Місто     | Господарі  | Результат | Гості      | Турнір            | Голи | Примітки |
| ---------- | --------- | ---------- | --------- | ---------- | ----------------- | ---- | -------- |
| 12-10-2023 | Подгориця | Чорногорія | 3 – 2     | Ліван      | товариський матч  | -    | 77'      |
| 16-11-2023 | Подгориця | Чорногорія | 2 – 0     | Литва      | Відбір до ЧЄ 2024 | -    | 32'      |
| 19-11-2023 | Будапешт  | Угорщина   | 3 – 1     | Чорногорія | Відбір до ЧЄ 2024 | 1    | 34' 76'  |
| Усього     |           | Матчів     | 3         |            | Голів             | 1    |          |